# Zanzi
Zanzi is een studioalbum van Steve Jolliffe. Jolliffe speelde in het begin van zijn muzikale loopbaan bij een voorloper van Tangerine Dream. Bij dit album speelde Jolliffe muziek die echter meer past bij een nadere pionier in het genre: Klaus Schulze. Het is direct af te lezen aan de lengte van de hoofdtrack. Schulze speelde vaker dan TD lange tracks met lang uitgesponnen (zich) herhalende muziek. Jolliffe legde als volgt uit: “Turn around, it’s make believe behind you; look ahead, there is nothing to see; only dreams made reality by chance….”  

## Musici
- Steve Jolliffe – alle muziekinstrumenten

## Muziek
| Nr. | Titel                 | Duur  |
| --- | --------------------- | ----- |
| 1.  | Zanzi (negen secties) | 55:08 |
| 2.  | coda                  | 5:46  |

Bij de privéheruitgave op cd-r werd het coda bij de overige titels genoteerd (Zanzi (parts 1-X). 